# ديفيد وليامز (سياسي ويلزي)
ديفيد وليامز (بالإنجليزية: David Williams)‏ هو محامي وسياسي بريطاني (وحمل سابقاً جنسية مملكة بريطانيا العظمى والمملكة المتحدة لبريطانيا العظمى وأيرلندا)، ولد في 30 يونيو 1799 في المملكة المتحدة، وتوفي في 15 ديسمبر 1869. حزبياً، نشط في الحزب الليبرالي. في الانتخابات العامة في المملكة المتحدة 1868 ‏، انتخب عضو برلمان المملكة المتحدة الـ20 عن دائرة Merioneth (UK Parliament constituency) ‏ (17 نوفمبر 1868 – 15 ديسمبر 1869).